# لاري سويني
لاري سويني (بالإنجليزية: Larry Sweeney)‏ هو مدير أمريكي، ولد في 18 فبراير 1981 في شيكاغو في الولايات المتحدة، وتوفي في 11 أبريل 2011 في ليك تشارلز في الولايات المتحدة بسبب شنق.

## وصلات خارجية
- لاري سويني على موقع CageMatch worker (الإنجليزية)
- لاري سويني على موقع قاعدة بيانات المصارعة على الإنترنت (الإنجليزية)
- لاري سويني على موقع عالم المصارعة على الإنترنت (الإنجليزية)
- لاري سويني على موقع عالم المصارعة على الإنترنت (الإنجليزية)

- لاري سويني على موقع IMDb (الإنجليزية)
- لاري سويني على موقع قاعدة بيانات الفيلم (الإنجليزية)